# Vetenskapsåret 2017

## Händelser
- 8 september – Ny forskning visar att personen som begravts i den främsta krigargraven på Birka var en kvinna, inte en man som tidigare trotts.[1] [2]
- 2 november – I tidskriften Current biology beskrivs en ny orangutangart som fått det vetenskapliga namnet Pongo tapanuliensis.[3]

### Astronomiochrymdfart
- 22 februari – NASA släpper nyheten om att man upptäckt sju nya planeter i ett annat solsystem.[4]
- 17 augusti – GW170817. En observation av gravitationsvågor kan för första gången korreleras till observationer i det elektromagnetiska spektrumet. Såväl en gammablixt som röntgenstrålning och synligt ljus observeras. Observationerna tolkas som en sammansmältning av två neutronstjärnor i galaxen NGC 4993.
- 15 september – Cassini-Huygens. Projektet Cassini-Huygens med uppdrag att undersöka Saturnus och dess månar, startade med uppskjutning av rymdsonden från Cape Canaveral Air Force Station den 15 oktober 1997 och ingång i omloppsbana kring planeten den 1 juli 2004. Efter att ha sänt 26 000 bilder tillbaka till jorden förstördes sonden planenligt i atmosfären kring Saturnus kl 11:55 UTC  den 15 september 2017.[5]
- 19 oktober – 1I/ʻOumuamua. Den första interstellära asteroid som astronomer observerat upptäcks av Robert Weryk när den passerar genom solsystemet.[6]

### Medicin
- 23 oktober – Tidskrifterna Nature och Nature Genetics publicerar resultat från en studie om bröstcancer, där över 500 forskare deltagit och där 72 nya genetiska varianter som bidrar till en ökad risk att få bröstcancer upptäckts.[7] [8]
- 14 december – överläkaren Eva Uustal väljs till Årets svensk i medicin för sitt arbete med behandling och kartläggning av förlossningsskador.[9]

## Avlidna
- 4 januari – Heinz Billing, 102, tysk fysiker.[10]
- 10 januari – Oliver Smithies, 91, brittisk-amerikansk genetiker och medicinforskare, nobelpristagare i medicin 2007. [11]
- 16 januari – Eugene Cernan, 82, amerikansk astronaut, senaste personen på månen. [12]
- 28 januari – Lennart Nilsson, 94, svensk fotograf inom bland annat medicinsk fotografi.[13]
- 7 februari – Hans Rosling, 68, svensk professor i internationell hälsa. [14]
- 8 februari – Peter Mansfield, 83, brittisk vetenskapsman, nobelpristagare i fysiologi eller medicin 2003. [15]
- 20 februari - Mildred Dresselhaus, 86, amerikansk fysiker, kavlipristagare i nanoteknik 2012.
- 21 februari – Kenneth Arrow, 95, amerikansk nationalekonom, mottagare av Sveriges Riksbanks pris i ekonomisk vetenskap till Alfred Nobels minne 1972. [16]
- 26 februari - Ludvig Faddeev, rysk fysiker och matematiker.
- 7 mars – Hans G. Dehmelt, 94, tysk-amerikansk fysiker, nobelpristagare i fysik 1989. [17]
- 7 mars – Ronald Drever, 85, en av de ledande vetenskapsmännen i LIGO-projektet för att detektera gravitationsvågor.[18]
- 8 mars – George A. Olah, 89, ungersk-amerikansk kemist, nobelpristagare i kemi 1994. [19]
- 29 mars - Alexej A. Abrikosov, 88, rysk-amerikansk fysiker och nobelpristagare i fysik 2003.
- 18 maj – Jacque Fresco, 101, amerikansk arkitektur- och industridesigner, autodidaktisk samhällsingenjör och förespråkare för ett alternativt ekonomiskt samhällssystem inom ramen för Zeitgeiströrelsen. [20]
- 14 juli - Maryam Mirzakhani, 40, iransk matematiker och den första kvinnan att erhålla Fieldsmedaljen.
- 5 september – Nicolaas Bloembergen, 97, nederländsk-amerikansk fysiker, nobelpristagare 1981. [21]
- 19 september – Åke W. Edfeldt, 91, svensk psykolog och professor. [22]

### Fotnoter
1. ↑  ”www.svt.se”. https://www.svt.se/nyheter/vetenskap/framsta-vikingakrigaren-var-kvinna. Läst 23 december 2017.
2. ↑  ”onlinelibrary.wiley.com”. http://onlinelibrary.wiley.com/doi/10.1002/ajpa.23308/full. Läst 23 december 2017.
3. ↑  ”news.nationalgeographic.com”. https://news.nationalgeographic.com/2017/11/new-orangutan-species-sumatra-borneo-indonesia-animals/. Läst 23 december 2017.
4. ↑  ”www.nasa.gov”. https://www.nasa.gov/mediacast/this-week-nasa-february-24-2017. Läst 23 december 2017.[död länk]
5. ↑   ”Cassini: Mission to Saturn: About the Mission”. Cassini: The Grand Finale. Läst 15 september 2017.
6. ↑  ”Canadian astronomer spots 'visitor' from beyond our solar system” (på engelska). CBC. 28 oktober 2017. http://www.cbc.ca/news/technology/interstellar-asteroid-1.4375434. Läst 28 oktober 2017.
7. ↑  ”www.vetenskaphalsa.se”. http://www.vetenskaphalsa.se/nya-fynd-av-gener-som-okar-risken-for-brostcancer/. Läst 23 december 2017.
8. ↑  ”www.sciencealert.com”. https://www.sciencealert.com/72-new-breast-cancer-genes-mutation-variants-record-sized-study. Läst 23 december 2017.
9. ↑  ”www.fokus.se”. https://www.fokus.se/2017/12/raddar-underliv/. Läst 20 december 2017.
10. ↑  Computerpionier Heinz Billing ist tot
11. ↑  https://www.nytimes.com/2017/01/11/science/oliver-smithies-genetics-nobel-winner-dies-at-91.html?_r=0
12. ↑  ”Gene Cernan, Last Astronaut to Walk on the Moon, Dies at 82” (på engelska). ABC News. 16 januari 2017. Läst 17 januari 2017.
13. ↑  ”www.fokus.se”. https://www.fokus.se/2017/12/vetenskap/. Läst 20 december 2017.
14. ↑  ”Sad to announce: Hans Rosling passed away this morning”. 7 februari 2017. Läst 7 februari 2017.
15. ↑  http://www.legacy.com/obituaries/abqjournal/obituary.aspx?n=peter-mansfield&pid=184087529
16. ↑  https://www.nytimes.com/2017/02/21/business/economy/kenneth-arrow-dead-nobel-laureate-in-economics.html
17. ↑   http://www.nasonline.org/member-directory/deceased-members/56391.html
18. ↑  Gravitational waves pioneer Ronald Drever dies
19. ↑  John Rogers (9 mars 2017). ”Hungarian-American Nobel winner George A. Olah dies aged 89”. Washington Post. Läst 10 mars 2017.
20. ↑  An Open Letter from Roxanne Meadows
21. ↑  Nobelprijswinnaar Nicolaas Bloembergen (97) overleden (nederländska)
22. ↑  Dödsannons i Svenska Dagbladet 7 oktober 2017 sid.57